# Lueheopsis
Lueheopsis  es un género de fanerógamas con once especies perteneciente a la familia Malvaceae. Es originario de Sudamérica. Fue descrito por Max Burret y publicado en Notizblatt des Botanischen Gartens und Museums zu Berlin-Dahlem 9: 838, en el año 1926.

## Especies
| - Lueheopsis althaeiflora - Lueheopsis burretiana - Lueheopsis duckeana - Lueheopsis flavescens - Lueheopsis hoehnei - Lueheopsis julianii | - Lueheopsis juliani - Lueheopsis rosea - Lueheopsis rugosa - Lueheopsis schultesii - Lueheopsis violacea |